# Меделівська сільська рада
Меделівська сільська рада — колишня адміністративно-територіальна одиниця та орган місцевого самоврядування в Радомишльському районі Малинської і Волинської округ, Київської й Житомирської областей Української РСР з адміністративним центром у селі Меделівка.

## Населені пункти
Сільській раді на час ліквідації були підпорядковані населені пункти:
- с. Меделівка

## Історія та адміністративний устрій
Створена 1923 року, в с. Меделівка Вишевицької волості Радомишльського повіту Київської губернії. 7 березня 1923 року включена до складу новоствореного Радомишльського району Малинської округи. Станом на 12 лютого 1928 року в підпорядкуванні значаться хутори Буда, Гарбузівка, Гребелька, Долів, Жолоб, Козинське, Копці, Круцеве Болото, Мироч, Прядчине Болото і Топільце. На 15 червня 1926 року ці поселення числяться під загальною назвою Меделівські хутори. На 1 жовтня 1941 року всі хутори не перебувають на обліку населених пунктів.
Станом на 1 вересня 1946 року сільська рада входила до складу Радомишльського району Житомирської області, на обліку в раді перебувало с. Меделівка.
Ліквідована 11 серпня 1954 року, відповідно до указу Президії Верховної ради Української РСР «Про укрупнення сільських рад по Житомирській області», територію ради та с. Меделівка приєднано до складу Мірчанської сільської ради Базарського району Житомирської області.